# Acolutha imbecilla
Acolutha imbecilla är en fjärilsart som beskrevs av W. Warren 1905. Acolutha imbecilla ingår i släktet Acolutha och familjen mätare. Inga underarter finns listade i Catalogue of Life.